# Erromenus lacunosus
Erromenus lacunosus är en stekelart som beskrevs av Dmitriy R. Kasparyan 1973. Erromenus lacunosus ingår i släktet Erromenus och familjen brokparasitsteklar. Inga underarter finns listade i Catalogue of Life.